# プラン県
プラン県（プランけん）は中華人民共和国チベット自治区ガリ地区に位置する県。

## 行政区画
1鎮、2郷を管轄：
- 鎮：プラン鎮（普蘭鎮）
- 郷：巴嘎郷、霍爾郷

## 交通

### 道路
- 国道
  - G219国道